# São Miguel Paulista
São Miguel Paulista est un district de la zone est de la municipalité de São Paulo, dans l'État de São Paulo, au Brésil.
Son noyau initial s'appelait Capela dos Índios (Chapelle des Indiens), une église construite au XVIe siècle pour l'installation des peuples indigènes de la région. La chapelle est située sur la Praça Padre Aleixo Monteiro Mafra, également connue sous le nom de Praça do Forró. C'est le seul bâtiment de la ville de São Paulo qui, après la rénovation qu'il a subie au XVIIe siècle, reste totalement original, avec des murs en pisé.
Il a été, pendant de nombreuses années, appelé "district de Penha de França", acquérant une autonomie administrative à la fin de la période impériale. Cela faisait partie de la constitution du quartier, l'existence de la route qui reliait Rio de Janeiro à São Paulo et qui passait par l'ancienne Village de São Miguel. Aujourd'hui, la route est devenue avenue Marechal Tito et avenue São Miguel.
Desservi par la ligne 12 de la CPTM, l'ancienne Variante de l'Estrada de Ferro Central do Brasil, ouverte dans les années 1930, et par le terminus São Miguel, le quartier est resté stagnant pendant plus d'un siècle. Aujourd'hui, il est devenu un important centre commercial et de population régional. C'est l'une des régions les plus peuplées de la commune.
L'un des principaux facteurs de développement a été les activités de la Companhia Nitro Química Brasileira, du groupe Votorantim, depuis 1937, qui a généré une importante migration vers São Miguel, principalement du nord-est. L'industrie a été une réponse de l'homme d'affaires José Ermírio de Moraes au leadership d'Indústrias Matarazzo dans la production de rayonne, soie synthétique. Aujourd'hui, l'industrie travaille avec d'autres produits, toujours dans le domaine de la chimie.
São Miguel Paulista dispose d'un réseau considérable de services publics et privés, avec des écoles, des hôpitaux, des commerces et diverses industries.
Quartiers de São Miguel Paulista : Jardim Nair ; Jardim Lapena; São Miguel Paulista (quartier) ; Vila Nova Itaquera de Baixo ; Cidade Nitro Operária ; Vila Siqueira ; Vila Pedroso ; Vila Americana ; Vila Doutor Eiras ; Parque Sônia ; Vila São Silvestre ; Vila Jacuí ; Vila Giordano ; Cidade São Miguel ; Vila Sinhá ; Vila Rosária ; Vila Vessoni ; Vila Aparecida ; Vila Olho D'Água ; Cidade Nova São Miguel ; Jardim São Sebastião ; Vila Xavantes ; União de Vila Nova ; Jardim Ipanema ; Jardim Lucinda ; Vila Raquel ; Vila Progresso ; Jardim Beatriz ; Vila Danúbio Azul ; Jardim Ubirajara.

## Histoire

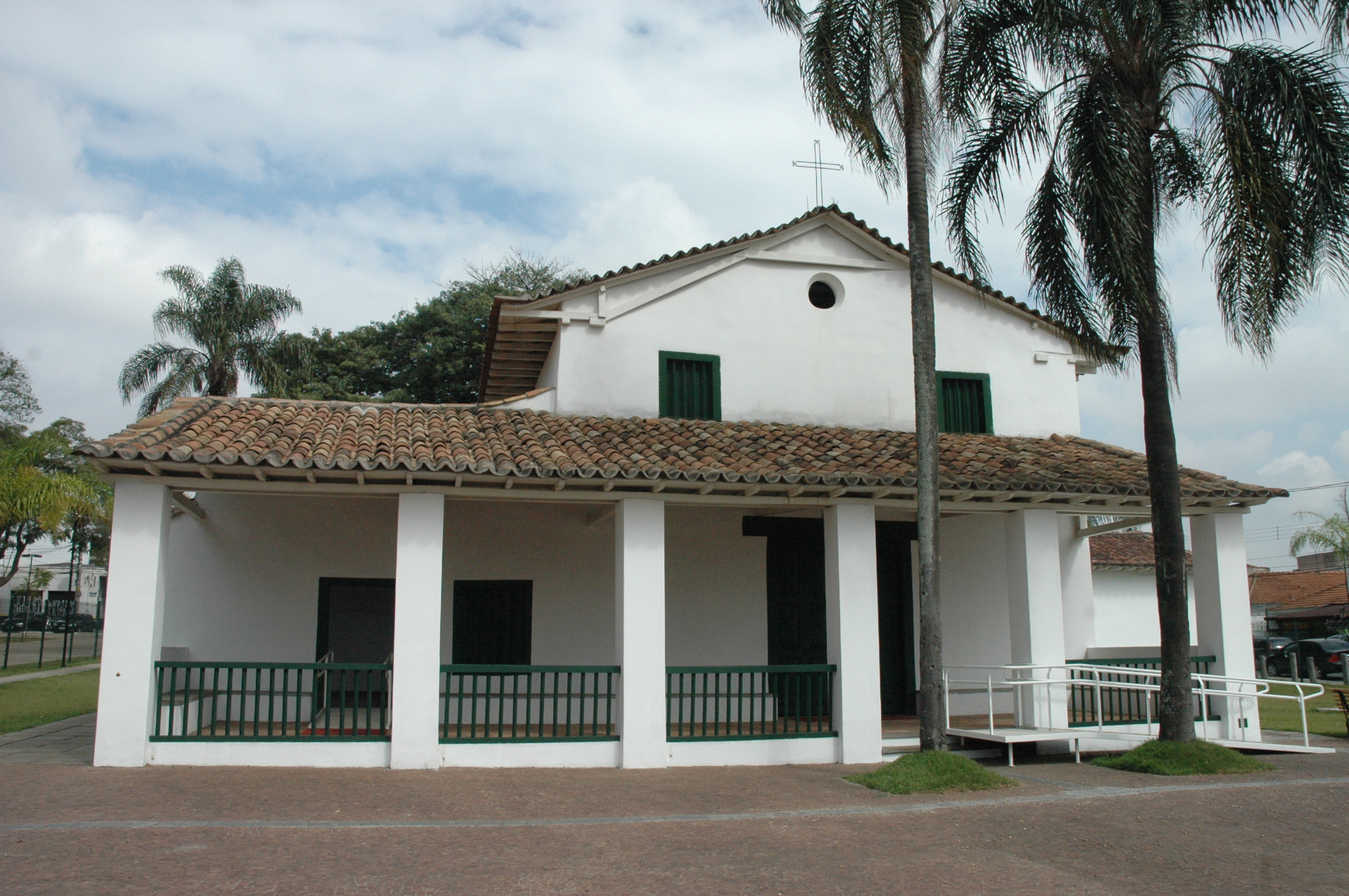
Chapelle de Saint-Michel Archange, construite en 1622.

Au XVIe siècle, la région de l'actuelle municipalité était occupée par le village Tupiniquim Ururaí, commandé par Piquerobi et Jaguaranho.
L'Aldeamento de São Miguel était l'un des nombreux villages jésuites établis dans la région de São Paulo de Piratininga. Avec le village de Pinheiros, le village était l'un des seuls centres de population portugais indépendants qui ont réussi à prospérer dans la région.
La date de fondation de São Miguel est incertaine et controversée. La théorie qui pointe vers la date la plus ancienne informe l'année 1560, lorsque José de Anchieta a visité les Indiens Guaianases, qui avaient fui la Vila de São Paulo de Piratininga lorsqu'il a subi l'arrivée d'Indiens de la Village de Santo André da Borda do Campo. La dispersion de ces Indiens s'est produite dans différentes directions, mais São Miguel méritait une plus grande attention pour être dans un endroit stratégique, un point de défense du village de São Paulo contre l'invasion de Tamoios venant de la côte nord de São Paulo. São Miguel, alors appelé le village d'Ururaí, a été donné aux Indiens par une lettre de sesmaria datée du 12 octobre 1580. Dans ce village, une chapelle a été construite par les jésuites et les indiens, appelée Chapelle de São Miguel Arcanjo. Au XVIIe siècle, São Miguel perd son importance stratégique avec le départ massif des Indiens, emportés par les Portugais dans les entrées promues par l'arrière-pays.
La disposition royale du 21 juin 1779 éleva le village au District de São Miguel, tel qu'il est connu à ce jour. La charte de sesmaria a commencé à être bafouée, ouvrant des espaces au labour et à la croissance locale. Le 26 avril 1865, deux classes d'enseignement des premières lettres (cours primaire) sont créées. Un pour les garçons et un pour les filles. Le 16 juin 1891, le premier bureau d'état civil (notaire de paix) est créé. Jusqu'au XIXe siècle, lorsque l'on parle de São Miguel, on comprend l'espace géographique qui comprend les lieux qui correspondent aujourd'hui aux quartiers d'Itaim Paulista, Ermelino Matarazzo, Itaquera, Guaianases, Pimentas et, au début, même une partie de la municipalité de Mogi das Cruzes. En 1903, la région comptait déjà 108 maisons et 2 299 habitants.

## Évolution

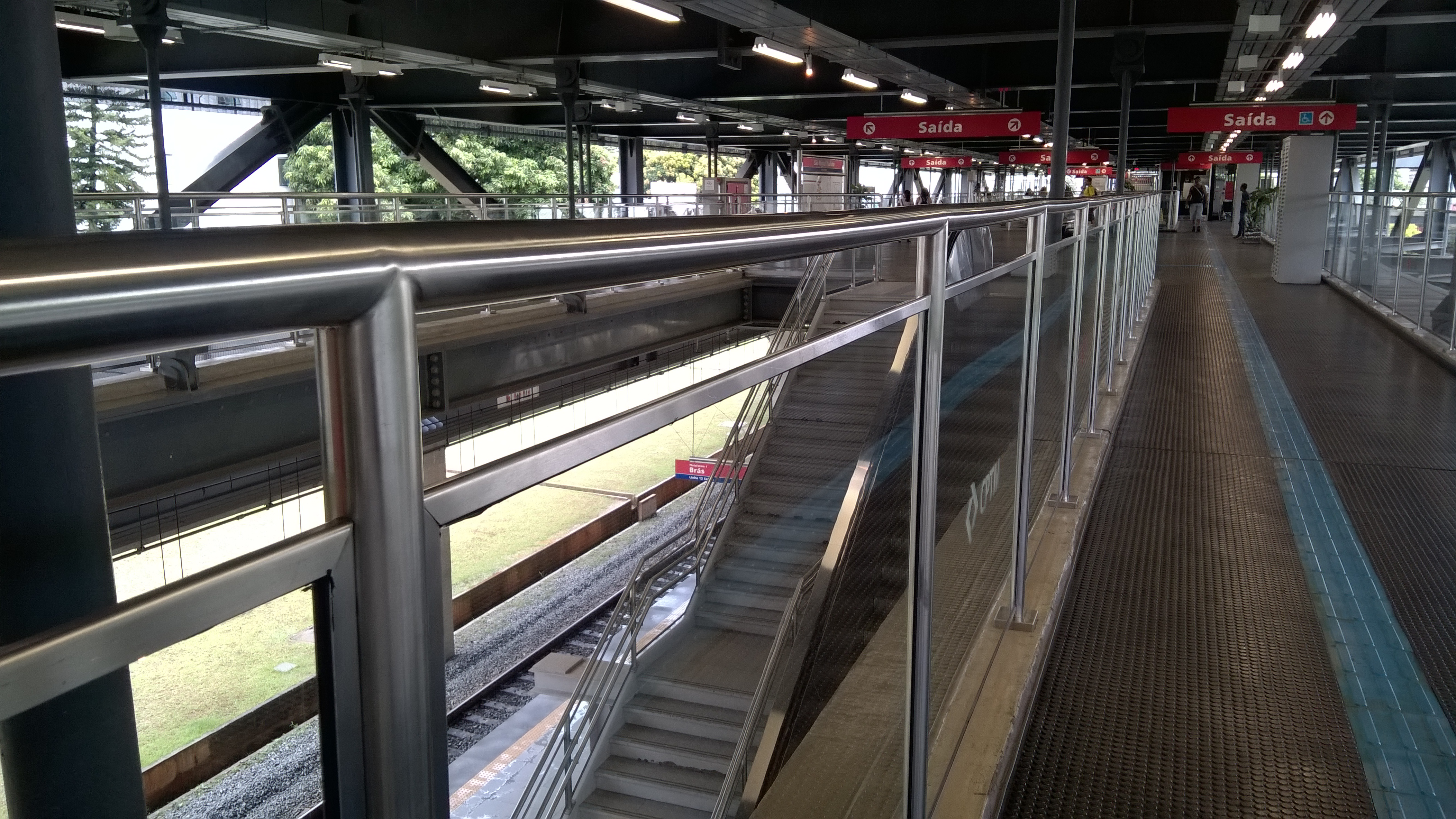
La Gare de São Miguel Paulista, dans la région centrale du district

Pendant longtemps, la principale activité économique de la commune a été l'industrie de la céramique. À partir de 1913, le quartier commence également à évoluer commercialement. Le premier marchand du quartier fut Manuel Ferreira Guimarães. En 1920, un agent immobilier place dans son lotissement (actuel Parque Paulistano), un bus avec trois trajets quotidiens, facilitant l'accès aux acquéreurs de son terrain. La même année, un grand nombre d'habitants du Nord-est ont commencé à s'installer à São Paulo, principalement de Bahia et de Pernambuco, qui se sont installés notamment à São Miguel.
En 1950, la Franc-maçonnerie, le Rotary et le Lions Club ont été fondés. Ses fondateurs et principaux associés sont toujours des commerçants établis dans la région. Le premier gymnase de nuit d'État a ouvert ses portes en 1953 à Carlos Gomes, déjà installé comme Groupe Écolier depuis 1938.
La première route du district, São Paulo-Jacareí, a été construite de manière précaire en 1924, faute de ressources. En 1930, la ligne de bus Penha-São Miguel est inaugurée, gérée par Empresa Auto Ônibus Penha São Miguel. En 1932, la ligne variante de l'Estrada de Ferro Central do Brasil a été inaugurée et la même année la gare de São Miguel. La phase industrielle débute en 1935, lorsque M. Antônio Fuga et ses fils ont commencé la construction de Companhia Nitro Química Brasileira.
La première route en béton du Brésil est apparue à São Miguel, en 1939, ainsi que l'électricité et l'inauguration de la Companhia Nitro Química Brasileira. En 1941, Celosul, une usine de papier appartenant au Grupo Matarazzo, est installée à Ermelino Matarazzo. A cette époque, Ermelino Matarazzo faisait partie de São Miguel. Companhia Nitro Química a connu une croissance rapide et en 1948, elle employait déjà 4 000 travailleurs. São Miguel a commencé à s'étendre vers la localité.
Actuellement, la zone territoriale du district représente la partie restante de la sesmaria accordée en 1580 aux Indiens chrétiens d'Ururaí. Itaquera et Lajeado (actuellement Guaianases), séparées de São Miguel, constituant des districts autonomes, créés respectivement en 1920 et 1929. En 1959, Ermelino Matarazzo a été démembré, réservant à São Miguel la zone la plus étroitement liée à la chapelle.
La dénomination du district a subi des changements successifs. La référence nominale la plus ancienne à la région est Ururaí. Avec la formation du village chrétien, São Miguel de Ururaí a émergé. En 1944, ce nom a été remplacé par Baquirivu, mais en 1948, après la protestation des habitants, il est réapparu avec le nom de São Miguel Paulista. En 1992, le nom a perdu le 'Paulista'. Dès lors, il y a eu une montée rapide du quartier, générant plusieurs problèmes, puisque les nouveaux habitants, main-d'œuvre non qualifiée, ont été répartis dans les endroits les plus éloignés où il y avait possibilité d'utilisation, créant des difficultés pour les transports urbains vers le centre de la localité. Avec l'afflux massif de nouveaux résidents à faible revenu, construisant leurs maisons sur des terrains exigus et sans infrastructure, ils ont commencé à vivre de manière précaire.
Dans les années 1950, presque tout dans le quartier devait être rénové ou refait. C'est alors que les problèmes locaux ont sensibilisé l'administration publique. Le gouvernement de l'État a activé le secteur éducatif, multipliant les écoles primaires et les établissements d'enseignement secondaire, comme le Conjunto Educacional D. Pedro I de l'architecte Roberto Tibau. La décentralisation administrative a beaucoup aidé à résoudre les problèmes sociaux et urbains de São Miguel, apportant les améliorations tant attendues à la région, allant de la réforme de la nomenclature des voies publiques à l'intégration du quartier dans le grand réseau routier de la capitale, parmi plusieurs autres avantages pour la population.
En 1956, l'ancienne Companhia Telefônica Brasileira (CTB) a commencé à exploiter 200 téléphones portables. Ceux-ci ont été remplacés en 1970 par 600 bornes automatiques, en plus d'une vingtaine de téléphones publics, reliés au nouveau central téléphonique qui fonctionnait avec les mille « 0 » du préfixe 297. Quelques "coupures de zone" ont eu lieu à partir de 1980, avec la création de nouveaux centres téléphoniques à Itaim Paulista et Jardim Helena. Actuellement, le central téléphonique de São Miguel exploite environ 100 000 bornes.
En 2018, São Miguel a reçu une unité moderne du SENAC, avec plus de 26 000 mètres carrés, Senac São Miguel est la plus grande unité Senac de l'État; le space proposera 80% de son offre de cours aux places libres. L'inauguration a été suivie par le maire de l'époque João Doria et le directeur régional de Senac Luiz Francisco Salgado.

## Religion
Dans le domaine religieux, São Miguel possède un diocèse, dirigé par Dom Manuel Parrado Carral, plusieurs églises évangéliques et centres spirites.
Une référence religieuse importante à São Miguel était le père Aleixo Monteiro Mafra, né dans la municipalité de São Paulo de Guaratinguetá le 11 février 1901. Le père Aleixo arrive dans le quartier pour prendre possession de sa paroisse (ancienne chapelle) le 2 mars 1941.
La place qui, aujourd'hui, porte son nom dans un juste hommage, s'appelait Praça Campos Sales. L'Église matricielle de São Miguel était encore l'ancienne chapelle construite en 1622 et contenait à peine deux cents personnes. Le père Aleixo est obligé de dire plusieurs messes dominicales pour que tous les fidèles puissent y assister. Lorsque le père Aleixo a repris la paroisse, le quartier comptait environ huit mille habitants ; dix ans plus tard, ils étaient près de quarante mille, c'est pourquoi l'archidiocèse de São Paulo a jugé nécessaire de construire une nouvelle église matricielle, avec le père Aleixo.
Le 13 janvier 1952, la première pierre de la nouvelle Église matricielle est enfin posée, avec la présence de personnalités civiles et ecclésiastiques. Le 29 mars 1964, le père Aleixo a été retiré de la paroisse de São Miguel par la curie diocésaine, après 23 ans de service. Son retrait n'a pas été correctement clarifié, ayant des causes contradictoires.
Le 22 août 1965, la nouvelle Église matricielle a été inaugurée. De cette façon, l'ancienne chapelle, qui était liée à l'ancienne époque coloniale, cède la place à la nouvelle matrice, devenant simplement un patrimoine historique et artistique de la Praça Padre Aleixo Monteiro Mafra.
Avec la perte de la paroisse où il avait travaillé si dur pendant tant d'années, le Père Aleixo subit un choc de santé et de nostalgie et le jour de son 66e anniversaire, le 11 février 1967, il mourut. En son honneur, le quartier porte son nom sur l'une de ses places principales, qui, en raison de la grande migration du nord-est, a fini par être surnommée "Praça do Forró", pour laquelle elle est surtout connue.

## Commerce
Le quartier compte plus de 200 magasins et est actuellement le troisième plus grand centre de commerce de São Paulo. Parmi ses principales rues commerçantes, on distingue les suivantes : rua Serra Dourada, rua Arlindo Colaço, rua Miguel Ângelo Lapenna et avenue Marechal Tito.

## Fêtes d'anniversaire du district
La population de São Miguel célèbre toujours l'anniversaire du quartier en septembre, et l'événement festif a plusieurs attractions culturelles.
En 2016, le 394e anniversaire du District a été célébré, avec la création d'une fresque qui raconte l'histoire des immigrés, du nord-est aux peuples arabes et japonais.